# Melanopeziza artemisiae
Melanopeziza artemisiae är en svampart som beskrevs av Josef Velenovský 1939. Melanopeziza artemisiae ingår i släktet Melanopeziza, ordningen disksvampar, klassen Leotiomycetes, divisionen sporsäcksvampar och riket svampar.   Inga underarter finns listade i Catalogue of Life.